# Australische Fußballnationalmannschaft (U-20-Frauen)
Die australische Fußballnationalmannschaft der U-20-Frauen repräsentiert Australien im internationalen Frauenfußball. Die Nationalmannschaft ist der Football Australia unterstellt und wird seit Juli 2019 von Leah Blayney trainiert. Der Spitzname der Mannschaft ist Young Matildas.
Die Mannschaft tritt bei der U-20-Weltmeisterschaft und – seit dem Wechsel Australiens von der ozeanischen zur asiatischen Konföderation im Jahr 2006 – auch bei der U-20-Asienmeisterschaft für Australien an. Von 2013 bis 2018 startete sie zudem für die A-Nationalmannschaft bei der Südostasienmeisterschaft. Zu den größten Erfolgen des Teams zählt neben zwei Titeln bei der U-20-Ozeanienmeisterschaft vor dem Konföderationswechsel der dritte Platz bei der U-20-Asienmeisterschaft 2006. Bei der U-20-Weltmeisterschaft 2002 und 2004 erreichte die australische U-20-Auswahl jeweils das Viertelfinale.

## Turnierbilanz

### Weltmeisterschaft
| Jahr   | Gastgeber       | Platzierung        |
| ------ | --------------- | ------------------ |
| 2002   | Kanada          | Viertelfinale 1    |
| 2004   | Thailand        | Viertelfinale 1    |
| 2006   | Russland        | Gruppenphase       |
| 2008   | Chile           | nicht qualifiziert |
| 2010   | Deutschland     | nicht qualifiziert |
| 2012   | Japan           | nicht qualifiziert |
| 2014   | Kanada          | nicht qualifiziert |
| 2016   | Papua-Neuguinea | nicht qualifiziert |
| 2018   | Frankreich      | nicht qualifiziert |
| 2020 2 | Costa Rica 2    | – 2                |
| 2022   | Costa Rica      | Gruppenphase 3     |
| 2024   | Kolumbien       | Gruppenphase       |

### Asienmeisterschaft
| Jahr   | Gastgeber           | Platzierung  |
| ------ | ------------------- | ------------ |
| 2002   | Indien              | – 4          |
| 2004   | Volksrepublik China | – 4          |
| 2006   | Malaysia            | 3. Platz     |
| 2007   | Volksrepublik China | Gruppenphase |
| 2009   | Volksrepublik China | Gruppenphase |
| 2011   | Vietnam             | 5. Platz 5   |
| 2013   | Volksrepublik China | 5. Platz 5   |
| 2015   | Volksrepublik China | Gruppenphase |
| 2017   | Volksrepublik China | Halbfinale   |
| 2019   | Thailand            | Halbfinale   |
| 2022 6 | Usbekistan 6        | – 6          |
| 2024   | Usbekistan          | 3. Platz     |

### Ozeanienmeisterschaft
| Jahr   | Gastgeber       | Platzierung     |
| ------ | --------------- | --------------- |
| 2002   | Tonga           | Ozeanienmeister |
| 2004   | Papua-Neuguinea | Ozeanienmeister |
| 2006   | Samoa           | – 7             |
| 2010   | Neuseeland      | – 7             |
| 2012   | Neuseeland      | – 7             |
| 2014   | Neuseeland      | – 7             |
| 2015   | Tonga           | – 7             |
| 2017   | Neuseeland      | – 7             |
| 2019   | Cookinseln      | – 7             |
| 2022 8 | – 8             | – 8             |

### Südostasienmeisterschaft
| Jahr | Gastgeber   | Platzierung           |
| ---- | ----------- | --------------------- |
| 2004 | Vietnam     | – 9                   |
| 2006 | Vietnam     | – 9                   |
| 2007 | Myanmar     | nicht qualifiziert    |
| 2008 | Vietnam     | Südostasienmeister 10 |
| 2011 | Laos        | nicht qualifiziert    |
| 2012 | Vietnam     | nicht qualifiziert    |
| 2013 | Myanmar     | 2. Platz              |
| 2015 | Vietnam     | 3. Platz              |
| 2016 | Myanmar     | Halbfinale            |
| 2018 | Indonesien  | 2. Platz              |
| 2019 | Thailand    | nicht qualifiziert    |
| 2022 | Philippinen | Gruppenphase 11       |

## Höchste Siege
|    | Datum            | Ort          | Gegner             | Ergebnis | Anlass                                    |
| -- | ---------------- | ------------ | ------------------ | -------- | ----------------------------------------- |
| 01 | 29. Juli 2016    | Mandalay     | Osttimor           | 20:0     | Südostasienmeisterschaft 2016             |
| 02 | 7. November 2014 | Hanoi        | Singapur           | 19:0     | Qualifikation zur Asienmeisterschaft 2015 |
| 03 | 2. November 2008 | Kuala Lumpur | Indien             | 18:0     | Qualifikation zur Asienmeisterschaft 2009 |
| 03 | 24. Oktober 2018 | Jounieh      | Mongolei           | 18:0     | Qualifikation zur Asienmeisterschaft 2019 |
| 05 | 11. April 2006   | Kuala Lumpur | Malaysia           | 16:0     | Asienmeisterschaft 2006                   |
| 05 | 2. November 2016 | Nanjing      | Nördliche Marianen | 16:0     | Qualifikation zur Asienmeisterschaft 2017 |
| 07 | 26. April 2002   | Nukuʻalofa   | Cookinseln         | 15:0     | Ozeanienmeisterschaft 2002                |
| 08 | 24. April 2004   | Port Moresby | Papua-Neuguinea    | 14:1     | Ozeanienmeisterschaft 2004                |
| 09 | 1. Mai 2002      | Nukuʻalofa   | Samoa              | 13:0     | Ozeanienmeisterschaft 2002                |
| 09 | 2. April 2004    | Port Moresby | Salomonen          | 13:0     | Ozeanienmeisterschaft 2004                |
| 11 | 6. Juli 2018     | Palembang    | Kambodscha         | 12:0     | Südostasienmeisterschaft 2018             |
| 12 | 26. April 2019   | Mandalay     | Nepal              | 11:1     | Qualifikation zur Asienmeisterschaft 2019 |